# Месер
Месер, також месір (італ. messère, фр. messer — «пан») — форма звертання до іменитого громадянина в середньовічній Італії та Франції. Зазначена форма звертання могла додаватися до прізвища або посади людини.
В італійських середньовічних містах «месером» іменували лицарів, суддів, лікарів медицини та докторів юриспруденції, церковних ієрархів. До представників середнього класу (в тому числі, до нотаря) зверталися «сер» (італ. ser), а до майстра цеху, художника чи музиканту — «маестро» (італ. maestro).
Згодом форма звертання «месер» була витіснена соціально нейтральними «месьє» (фр. monsieur) у Франції та «сеньйор» («синьйор») (італ. signore) в Італії.